# Жмеринський Меридіан
Жме́ринський Меридіа́н — міжрайонна громадсько-політична газета, що випускається у м. Жмеринка.
Заснована у березні 1919 року під назвою «Комуніст», пізніше — «За соціалістичну працю», «Нові горизонти». Сучасна назва — з 2000 року.
Засновник та видавець Жмеринська райдержадміністрація, міська, районна рада і трудовий колектив редакції.
Виходить щотижня українською мовою. Наклад понад 2 тис. примірників. Висвітлює суспільно-політичне, економічне, духовне життя району, області, держави.
Розповсюджується в м. Жмеринці, Жмеринському та Барському районах Вінницької області.

## Адреса
- поштова адреса: 23100, м. Жмеринка, вул. Богдана Хмельницького, 19

Передплатний індекс 61182.